# オーシャン郡 (ニュージャージー州)
オーシャン郡（英: Ocean County）は、アメリカ合衆国ニュージャージー州のジャージー海岸に位置する郡である。人口は63万7229人（2020年）。ニューヨーク都市圏に含まれる。郡庁所在地はトムズリバー・タウンシップであり、同郡で人口最大の自治体はレイクウッド・タウンシップである。
オーシャン郡はフィラデルフィアの東80km、ニューヨーク市の南100km、アトランティックシティの北40kmに位置しており、夏の余暇を過ごすための観光地になっている。ジャージー海岸全体と同様に夏には道路が渋滞することが多い。特に海岸にあるシーサイドハイツ、ロングビーチアイランド、ポイントプレザントビーチの町が観光地であり、さらにはアミューズメントパークのシックスフラッグス・グレート・アドベンチャーには、世界最高かつ最速のジェットコースター「キングダ・カ」がある。アメリカ合衆国東海岸では最大級の保護地であるパインバーレンの入り口にもあたる。

## 歴史

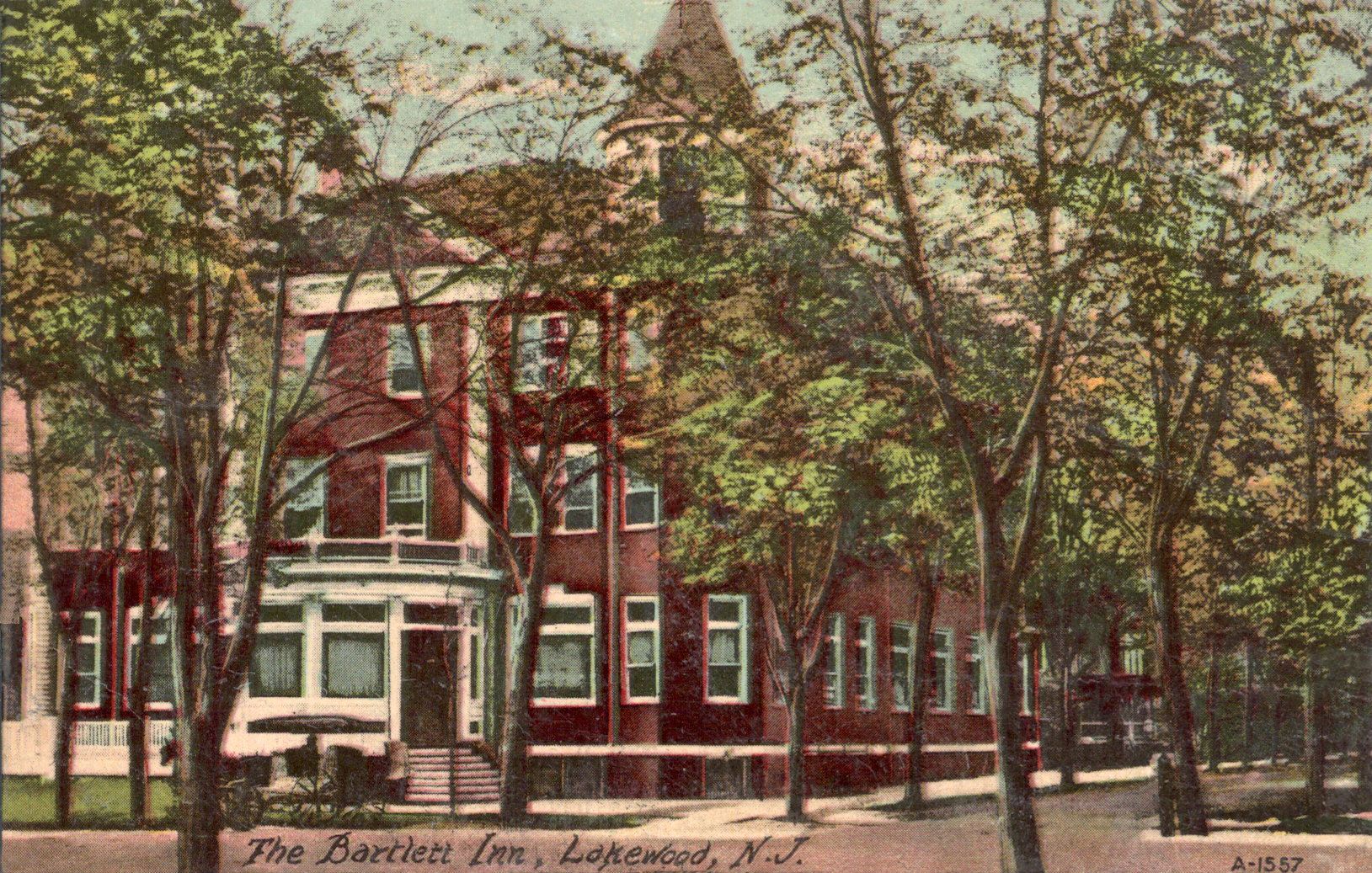
レイクウッドのバートレット・イン

オーシャン郡は1850年2月15日にモンマス郡から分離して設立された。1891年3月30日にはバーリントン郡からリトルエッグハーバー・タウンシップの割譲を受けた。

## 地理
アメリカ合衆国国勢調査局に拠れば、郡域全面積は915.40平方マイル (2,370.9 km2)であり、このうち陸地628.78平方マイル (1,628.5 km2)、水域は286.62平方マイル (742.3 km2)で水域率は31.31%である。総面積では州内最大である。
海岸は遠浅であり、沖合には砂が堆積してバリアー島が形成されている。バリアー島にはリゾート色の強い小自治体が並んでいる。ビーチヘイブン、シップボトム、サーフシティ、ハーベイシーダーズ、バーニガットライトなど多くの人気海浜がある。
郡内最高地点はジャクソン・タウンシップ内の無名の丘陵と、プラムステッド・タウンシップ内の2地点であり、海抜は70メートルである。最低地点は海面である。

### 交通
郡内には多くの幹線道路が通っている。ニュージャージー州道としては、13号線、35号線、37号線、70号線、88号線、166号線がある。その他の幹線道路としてアメリカ国道9号線、ガーデンステイト・パークウェイ、州間高速道路195号線（ジャクソン・タウンシップ内のみ）が走っている。

### 気候と気象
近年、郡庁所在地であるトムズリバーの平均気温は1月の22°F (-6 ℃) から7月の85°F (29 ℃) まで変化している。過去最低気温は1982年1月に記録された-19°F (-28 ℃) であり、過去最高気温は1999年7月に記録された105°F (41 ℃) である。月間降水量は2月の3.30インチ (84 mm) から3月の4.79インチ (122 mm) まで変化している。大西洋岸に近いので、冬に暖かく、夏は涼しい。

### 隣接する郡
- モンマス郡 - 北
- アトランティック郡 - 南
- バーリントン郡 - 西

### 国立保護地域
- エドウィン・B・フォーサイス国立野生生物保護区（部分）

## 人口動態
以下は2010年国勢調査による人口統計データである。（　）内に2000年データを示す。
| 基礎データ - 人口: 576,567人 (510,916人) - 世帯数: 221,111 世帯 (200,402 世帯) - 家族数: 149,250 家族 (137,876 家族) - 人口密度: 354人/km2（917人/mi2）(310, 803) - 住居数: 278,052軒 (248,711軒) - 住居密度: 171軒/km2（442軒/mi2）(151, 391) 人種別人口構成 - 白人: 90.98% (93.05%) - アフリカン・アメリカン: 3.15% (2.99%) - ネイティブ・アメリカン: 0.17% (0.14%) - アジア人: 1.75% (1.28%) - 太平洋諸島系: 0.02% (0.02%) - その他の人種: 2.46% (1.24%) - 混血: 1.47% (1.29%) - ヒスパニック・ラテン系: 8.29% (5.02%) 先祖による構成（2000年データ） - イタリア系：24.9% - アイルランド系：18.2% - ドイツ系：12.5% - ポーランド系：7.0% - イギリス系：5.4% 年齢別人口構成 - 18歳未満:23.4% (23.3%) - 18-24歳: 7.5% (6.6%) - 25-44歳: 22.2% (26.0%) - 45-64歳: 25.9% (21.9%) - 65歳以上: 21% (22.2%) - 年齢の中央値: 43歳 (41歳) - 性比（女性100人あたり男性の人口） - 総人口: 92 (90.4) - 18歳以上: 88.3 (86.4) | 世帯と家族（対世帯数） - 18歳未満の子供がいる: 26.7% (28.1%) - 結婚・同居している夫婦: 53.9% (56.4%) - 未婚・離婚・死別女性が世帯主: 9.8% (9.2%) - 非家族世帯: 32.5% (31.2%) - 単身世帯: 27.8% (27.0%) - 65歳以上の老人1人暮らし: 16.4% (16.5%) - 平均構成人数 - 世帯: 2.58人 (2.51人) - 家族: 3.16人 (3.06人) 収入と家計（2000年データ） - 収入の中央値 - 世帯: 46,443米ドル - 家族: 56,420米ドル - 性別 - 男性: 44,822米ドル - 女性: 30,717米ドル - 人口1人あたり収入: 23,054米ドル - 貧困線以下 - 対人口: 7.0% - 対家族数: 4.8% - 18歳未満: 10.0% - 65歳以上: 5.6% |

郡内にはニュージャージー州で最も裕福な町であるマンローキングがある。

## 郡政府と政治
オーシャン郡は5人の委員で構成される郡政委員会が統治している（ニュージャージー州では "Board of Chosen Freeholders" と呼ばれる）。郡全体を選挙区に党派選挙で選出される。任期は3年間である。毎年1人または2人が改選される。委員会は管理機能と政策立案機能を持っている。給与は年間5万米ドルほどと、さらにボーナスが出る。憲法に規定され、選挙で選ばれる郡役人として、郡事務官と遺言検認判事がいる。
アメリカ合衆国下院議員の選挙ではニュージャージー州第2、第3および第4選挙区に入っている。2013年時点では全て共和党議員を選出している。

### 政治
オーシャン郡は州内でも共和党支持の強い郡である。
2005年州知事選挙では、共和党のダグ・フォレスターが12ポイント差で郡を制し、レイクウッド、サウストムズリバー各タウンシップを除き、全ての自治体を制した。2004年アメリカ合衆国大統領選挙では、共和党のジョージ・W・ブッシュが民主党のジョン・ケリーに21.2%差を付けて郡を制した。2008年でも、共和党のジョン・マケインが民主党のバラク・オバマに18.4%差を付けて郡を制した。マケインにとっては州内で2番目に高い支持率であり、サウストムズリバー・タウンシップを除き、全ての自治体を制した。ただし州全体ではオバマが15.5%差で勝利した。1996年に民主党のビル・クリントンがオーシャン郡を制しており、民主党候補としては最後になっている。
2011年3月23日時点で郡内に 364,597 人の登録有権者数がおり、このうち 74,795 人(20.5%) が民主党、103,517 人(28.4%) が共和党に登録し、186,089 人(51.0%) は無党派となっていた。他の政党で登録したのは 196 人だった。2010年国勢調査人口の内、63.2%が有権者登録し、18歳以上の人口に対しては82.6%だった。
2009年のニュージャージー州知事選挙では、共和党のクリス・クリスティに64.3%の支持を与え、民主党のジョン・コーザインは27.8%に終わった。登録有権者数371,066人のうち193,186人が投票し、投票率は52.1%だった。

## 都市
オーシャン郡には下記の自治体がある。国勢調査指定地域（CDP)と未編入の町はその所属するタウンシップの下に挙げる。名称の後の数字は右図の番号である。

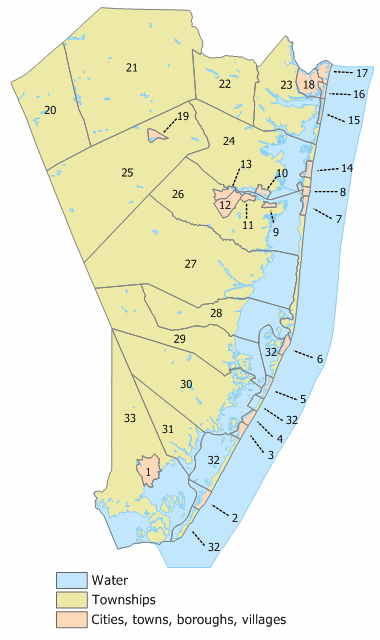
オーシャン郡の自治体

### タウンシップ
- レイクウッド・タウンシップ、22
  - レイクウッドCDP
  - レジャービレッジ
  - レジャービレッジイースト
- トムズリバー・タウンシップ、24（郡庁所在地）
  - ドーバービーチノース
  - ドーバービーチサウス
- ブリック・タウンシップ、23
- ジャクソン・タウンシップ、21
  - カスビル
  - ビスタセンター
- バーニガット・タウンシップ、29
  - バーニガットCDP
- バークレイ・タウンシップ、26
  - ホリデイシティ・バークレイ
  - ホリデイシティサウス
  - ホリデイハイツ
  - シルバーリッジ
- イーグルスウッド・タウンシップ、31
- レイシー・タウンシップ、27
  - フォークトリバー
  - ラノカハーバー
- リトルエッグハーバー・タウンシップ、33
  - ミスティックアイランド
- ロングビーチ・タウンシップ、32
  - ノースビーチヘイブン
- マンチェスター・タウンシップ、25
  - シーダーグレンレイクス
  - シーダーグレンウェスト
  - クレストウッドビレッジ
  - レジャーノール
  - レジャービレッジウェスト・パインレイクパーク
  - パインリッジ・アット・クレストウッド
- オーシャン・タウンシップ、28
  - ウェアタウン
- プラムステッド・タウンシップ、20
  - ニューイージプト
- スタッフォード・タウンシップ、30
  - ビーチヘイブンウェスト
  - マナホーキン
  - オーシャンエーカーズ（部分）

### ボロ
- バーニガットライト・ボロ、6
  - オーシャンエーカーズ（部分）
- ベイヘッド・ボロ、16
- ビーチヘイブン・ボロ、2
- ビーチウッド・ボロ、12
- ハーベイシーダーズ・ボロ、5
- アイランドハイツ・ボロ、10
- レイクハースト・ボロ、19
- ラバレット・ボロ、14
- マンローキング・ボロ、15
- オーシャンゲイト・ボロ、9
- パインビーチ・ボロ、11
- ポイントプレザント・ボロ、18
- ポイントプレザントビーチ・ボロ、17
- シーサイドハイツ・ボロ、8
- シーサイドパーク・ボロ、7
- シップボトム・ボロ、3
- サウストムズリバー・ボロ、13
- サーフシティ・ボロ、4
- タッカートン・ボロ、1

## 教育
オーシャン郡カレッジは2年制公立コミュニティカレッジであり、州内19の郡カレッジ・ネットワークの1つである。1964年に設立され、トムズリバーにキャンパスがある。
レイクウッドにあるジョージアンコート大学は、私立ローマ・カトリック系シスターズ・オブ・マーシー・カレッジであり、1908年に、鉄道界の大立者ジェイ・グールドの息子で百万長者、ジョージ・ジェイ・グールド1世の冬の家だった所に開設された。レイクウッドには超正統派ユダヤ教のイェシーバーであるベス・メドラシュ・ゴホバもあり、世界最大のイェシーバーである。
州内最大の郊外型教育学区であるトムズリバー地域教育学区が郡内にある。トムズリバーには郡内で唯一のローマ・カトリック系高校であるモンシニョール・ドノバン高校もあり、ローマ・カトリック・トレントン教区が運営している。この教区は郡内で6つの小学校も運営している。
郡内に多数の高校があることに加え、オーシャン郡職業訓練教育学区と呼ばれる職業訓練高校教育プログラムがある。ブリック・タウンシップ、ウェアタウン、ジャクソン・タウンシップの3か所にキャンパスがあり、他に下記2つのマグネットスクールがある。
- マリーン技術環境科学アカデミー
- OCVTS 芸能アカデミー – 演劇とダンス

## 見どころ
郡内の大西洋岸には、ジャージー海岸の町々やシーサイドハイツとポイントプレザントビーチのオーシャンフロン・ボードウォーク・リゾートがある。
シックスフラッグス・グレート・アドベンチャーは、アメリカ最大のシックスフラッグのテーマパークであり、世界最高かつ最速のジェットコースター「キングダ・カ」がある。他に州内最大のウォーターパークであるシックスフラッグス・ハリケーン・ハーバーや、ドライブスルーのアフリカンサファリであるシックスフラッグス・ワイルド・サファリもある。
40マイル (64 km) に渡って伸びるバリアー島がバーニガット湾とリトルエッグハーバー湾を形成しており、豊富なウォータースポーツの機会を提供している。タッカートンには広さ40エーカー (160,000 m2) の海洋歴史村であるタッカートン・シーポートがある。アメリカ合衆国東海岸では最大級の保護地であるパインバーレンの北東入り口があることに加え、次のような州立公園がある。
- バーニガット灯台州立公園
- アイランドビーチ州立公園
- ダブルトラブル州立公園
- ブレンダン・T・バーン州立公園
- ジャクソン州有林
- フォークトリバー州立マリーナ

オーシャン郡トムズリバーにはオーシャン郡モールがあり、またメジャーリーグフィラデルフィア・フィリーズの傘下Aクラスのレイクウッド・ブルークローズが本拠地にしているファーストエナジー・パークもある。